# BAP (gruppo musicale tedesco)
I BAP, anche noti come Niedeckens BAP, sono uno dei maggiori gruppi rock tedeschi. Formatisi nel 1976, hanno come principale caratteristica l'esclusivo uso del dialetto kölsch nei loro testi. Il brano di maggiore successo del loro repertorio è "Verdamp lang her", singolo trainante dell'album Für Usszeschnigge.

## Formazione
Attuale
- Wolfgang Niedecken - voce, chitarra (1976-presente)
- Werner Kopal - basso (1996-presente)
- Michael Nass - claviers (1999-presente)
- Sönke Reich - batteria (2014-presente)
- Ulrich Rode - chitarra (2014-presente)
- Anne de Wolff - violino, chitarra, violoncello, mandolino, percussioni (2014-presente)
- Rhani Krija - percussioni (2014-presente)

Ex componenti
- Klaus Heuser (1980–1999)
- Jens Streifling (1996–2002)
- Helmut Krumminga (1999–2014)

## Discografia

### Studio album
- 1979 : Wolfgang Niedecken's BAP rockt andere kölsche Leeder (DE #21)[3]
- 1980 : Affjetaut (DE #11)[3]
- 1981 : Für usszeschnigge! (DE #1)[3]
- 1982 : Vun drinne noh drusse (DE #1)[3]
- 1984 : Zwesche Salzjebäck un Bier (DE #1)[3]
- 1986 : Ahl Männer, aalglatt (DE #1)[3]
- 1988 : Da Capo (DE #1)[3]
- 1991 : X für 'e U (DE #1)[3]
- 1993 : Pik Sibbe (DE #2)[3]
- 1996 : Amerika (DE #2)[3]
- 1999 : Comics und Pin-Ups (DE #1)[3]
- 1999 : Tonfilm (DE #2)[3]
- 2001 : Aff un zo (DE #1)[3]
- 2004 : Sonx (DE #3)[3]
- 2008 : Radio Pandora Plugged / Unplugged (DE #1)[3]
- 2011 : Halv su wild (DE #3)[3]
- 2016 : Lebenslänglich (DE #3)[3]

### Live album
- 1983 : Live - Bess demnähx... (DE #1)[3]
- 1991 : ...affrocke!!  (DE #5)[3]
- 2002 : Övveral    (DE #8)[3]
- 2009 : Live und in Farbe  (DE #18)[3]
- 2011 : Volles Programm   (DE #27)[3]
- 2014 : Das Märchen vom gezogenen Stecker   (DE #1)[3]
- 2018 : Live und deutlich   (DE #1)[3]

### Raccolte
- 1995 : Wahnsinn - Die Hits von 79-95 (raccolta) (DE #5)[3]
- 2005 : Dreimal zehn Jahre (DE #7)[3]
- 2016 : Die beliebtesten Lieder 1976–2016   (DE #6)[3]